# François Sureau
François Sureau (Parigi, 19 settembre 1957) è uno scrittore, avvocato e funzionario francese.

## Biografia
È cofondatore e co-direttore del French Review of Economics. È anche il presidente fondatore dell'Associazione Pierre Claver che assiste i rifugiati e gli sfollati arrivati in Francia. È anche membro del comitato di redazione della rivista Commentary.
Sureau ha vinto diversi premi per le sue opere letterarie. Tra di esse: La Corruption du siècle, vincitore del Prix Colette nel 1988; L'Infortune, vincitore del Grand Prix du roman de l'Académie française nel 1990; Le Sphinx de Darwin, vincitore del Prix Goncourt de la Nouvelle nel 1997; e Les Alexandrins vincitore del Prix Méditerranée nel 2003.
Il 15 ottobre 2020 è stato eletto membro dell'Académie française al seggio 24.

## Opere
- La Corruption du siècle, 1988, Prix Colette
- L'Infortune, Grand Prix du roman de l'Académie française, 1990
- L'Aile de nos chimères, 1993
- Les hommes n'en sauront rien, 1995
- Le Sphinx de Darwin, 1997
- Lambert Pacha, 1998
- Les Alexandrins, Prix Méditerranée, 2003
- L'Indépendance à l'épreuve
- La Chanson de Passavant, 2005
- L'Obéissance, 2006
- Inigo. Portrait, 2010